# Пайне (город, Германия)
Пайне (нем. Peine) — город в Германии, районный центр, расположен в земле Нижняя Саксония.
Входит в состав района Пайне. Население составляет 48 743 человека (на 31 декабря 2010 года). Занимает площадь 119,51 км². Официальный код — 03 1 57 006.
| Год  | Население |
| ---- | --------- |
| 1990 | 45 975    |
| 1995 | 48 507    |
| 2000 | 49 354    |
| 2005 | 49 810    |
| 2010 | 49 038    |

## История
- 1130 — первое письменное упоминание аристократов из Пайны.
- Около 1200 — Гунцелин фон Вольфенбюттель (нем. Gunzelin von Wolfenbüttel) наследует замок Пайне.
- 1202 — Гунцелин приобретает права на замок Пайне в качестве феода.
- 1223 — закладка города Пайны.
- 1260 — Пайне переходит во владение Хильдесхаймского княжества-епископства.
- После 1260 — Пайне получает право чеканить свои монеты.
- 1382 — образование городского совета.
- 1473 — голод в Пайне.
- 1542 — Пайне переходит в лютеранство.
- 1557 — разрушительный пожар в городе.
- 1803 — Пайне переходит во владение Пруссии.
- 1806—1813 — оккупация города войсками Наполеона.
- 1815 — Пайне переходит во владение Ганновера.
- 1825 — запущена первая ветка железной дороги.
- 1866 — Пайне становится провинцией Пруссии.
- 1919 — электрификация города.
- 1929 — окончание строительства отрезка среднегерманского канала Пайне—Ганновер.
- 1935 — строительство автобана.
- 1946 — образование Нижней Саксонии.

## Галерея

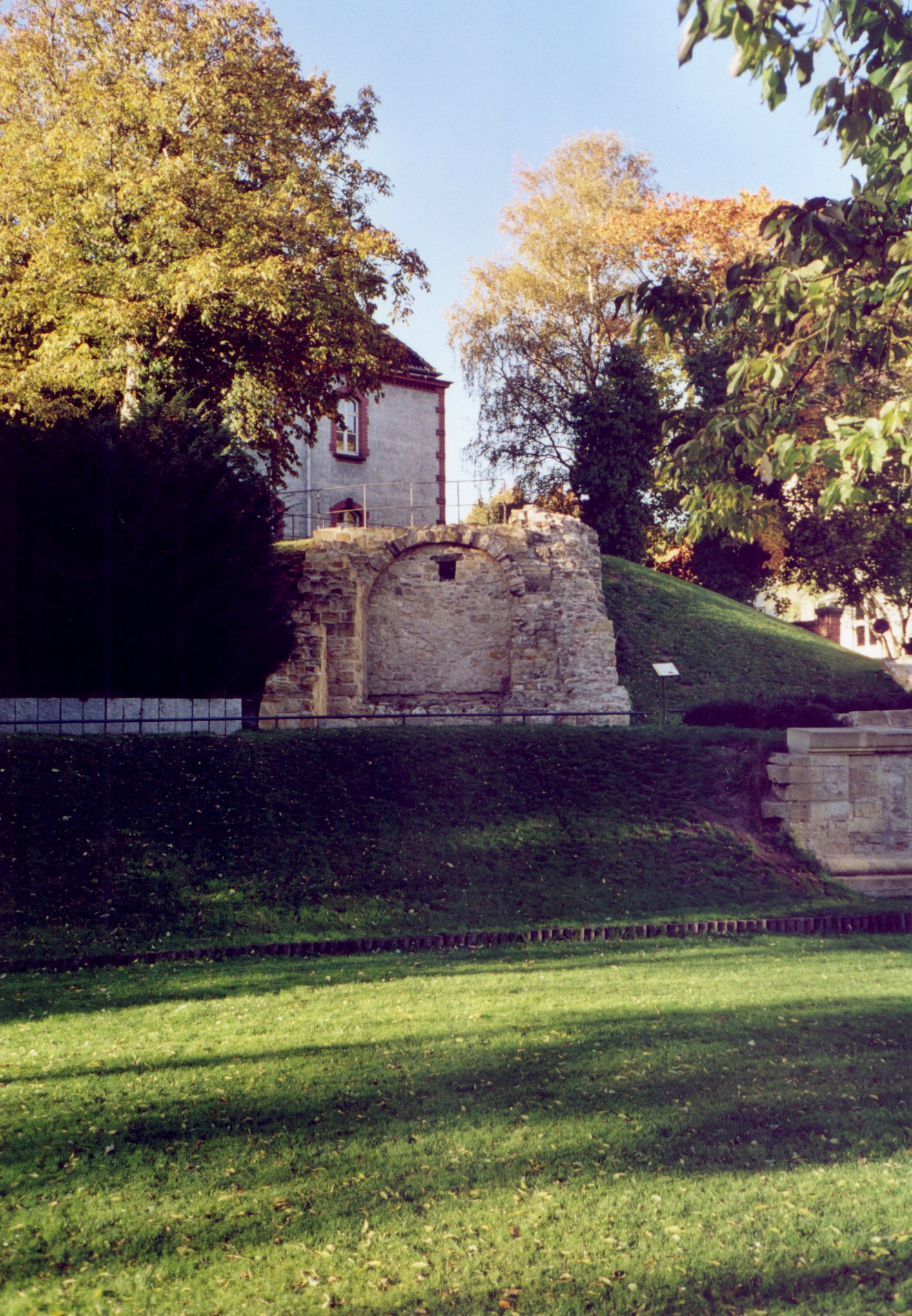
Парк замка Пайне
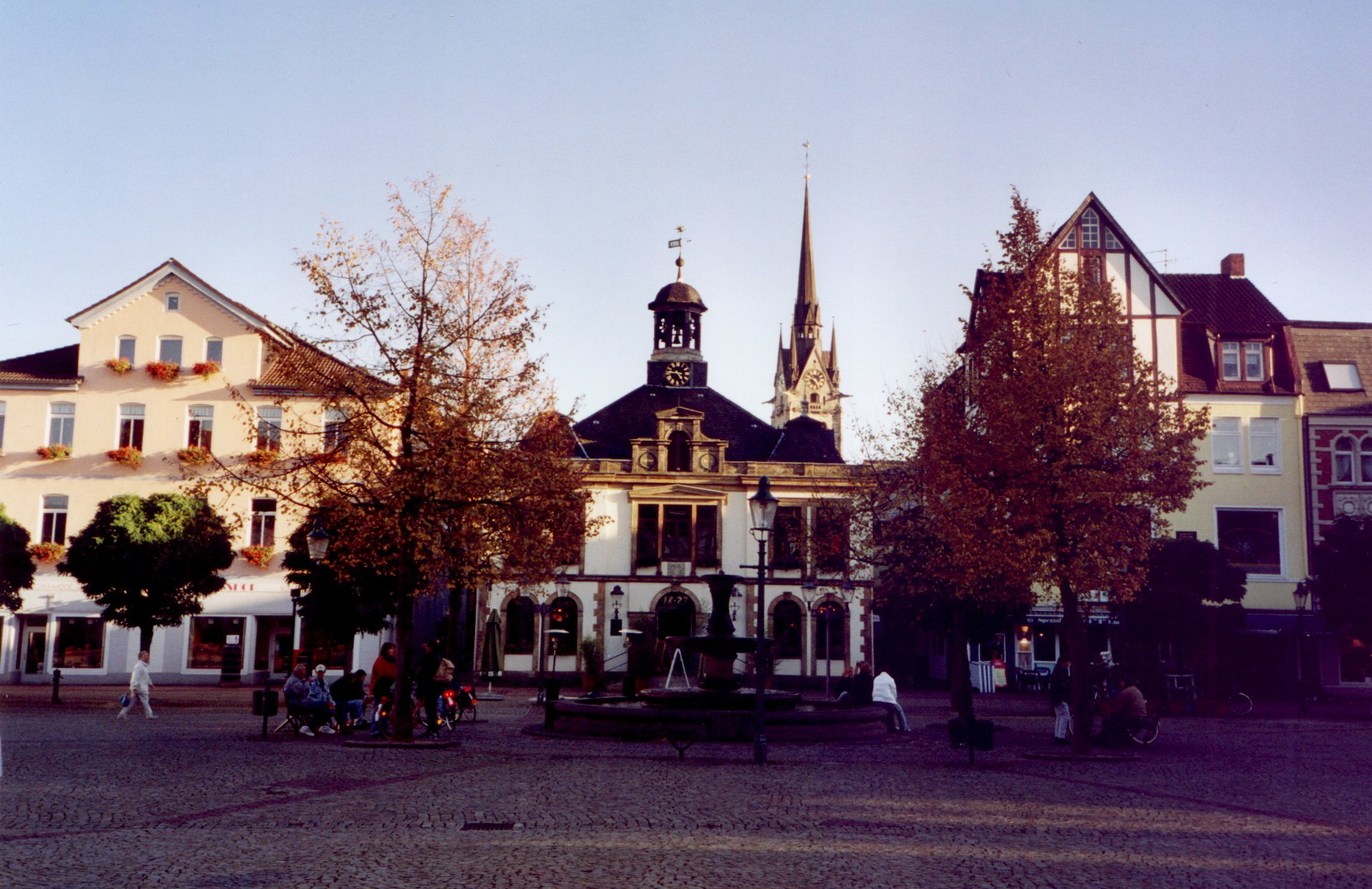
Здание Ратуши на рыночной площади (1827)
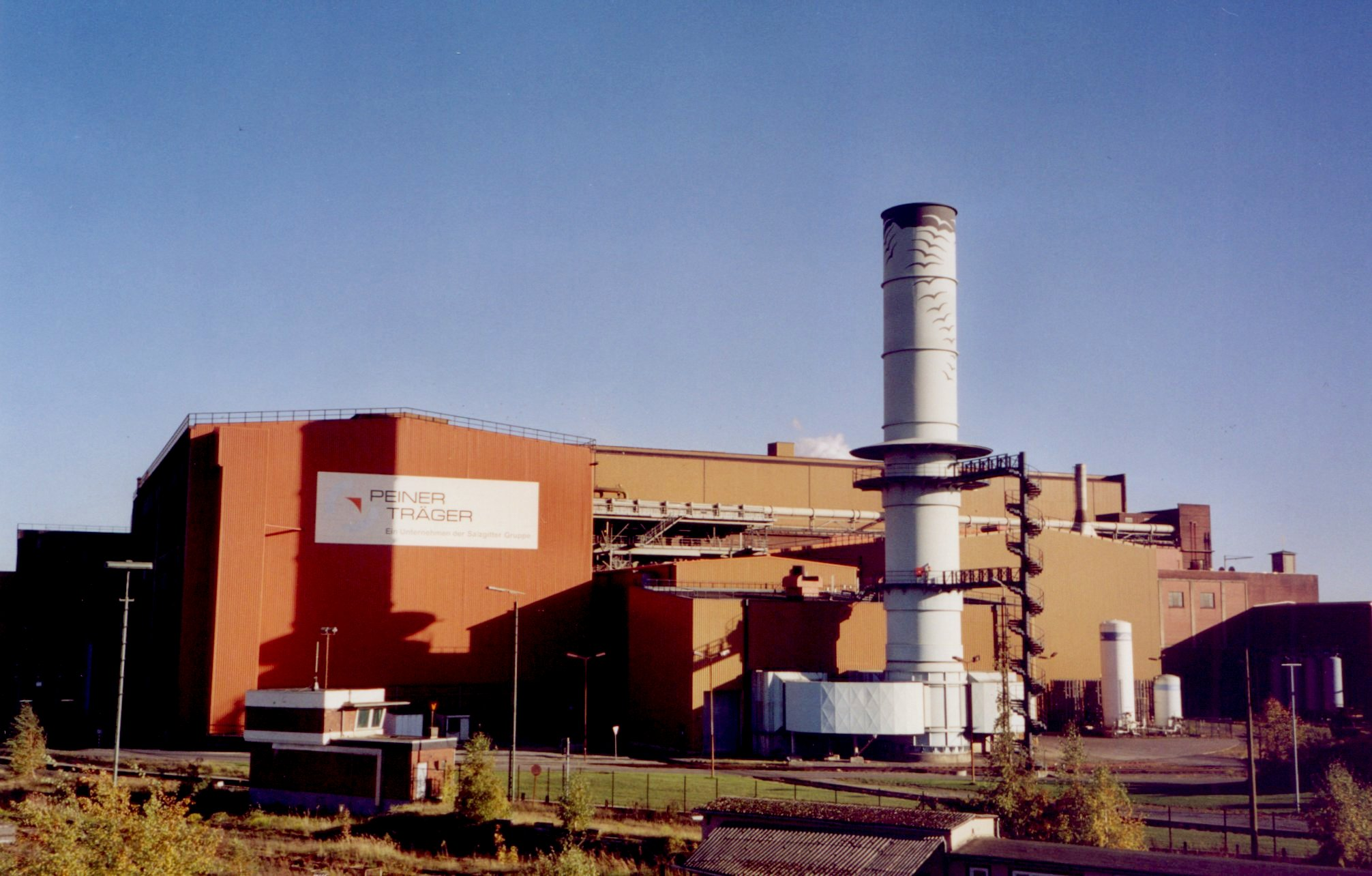
Сталеплавильный цех
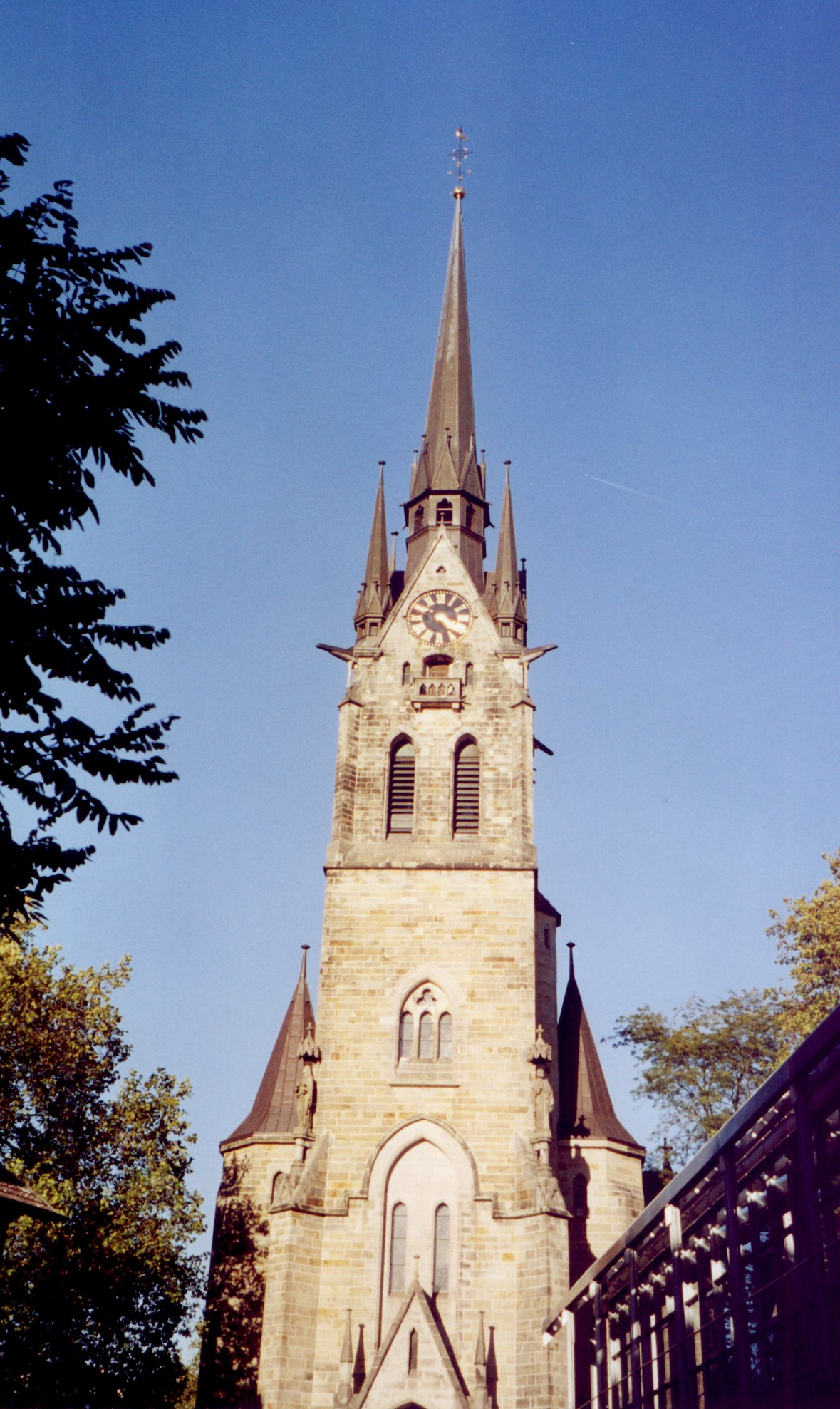
Церковь Св. Якова
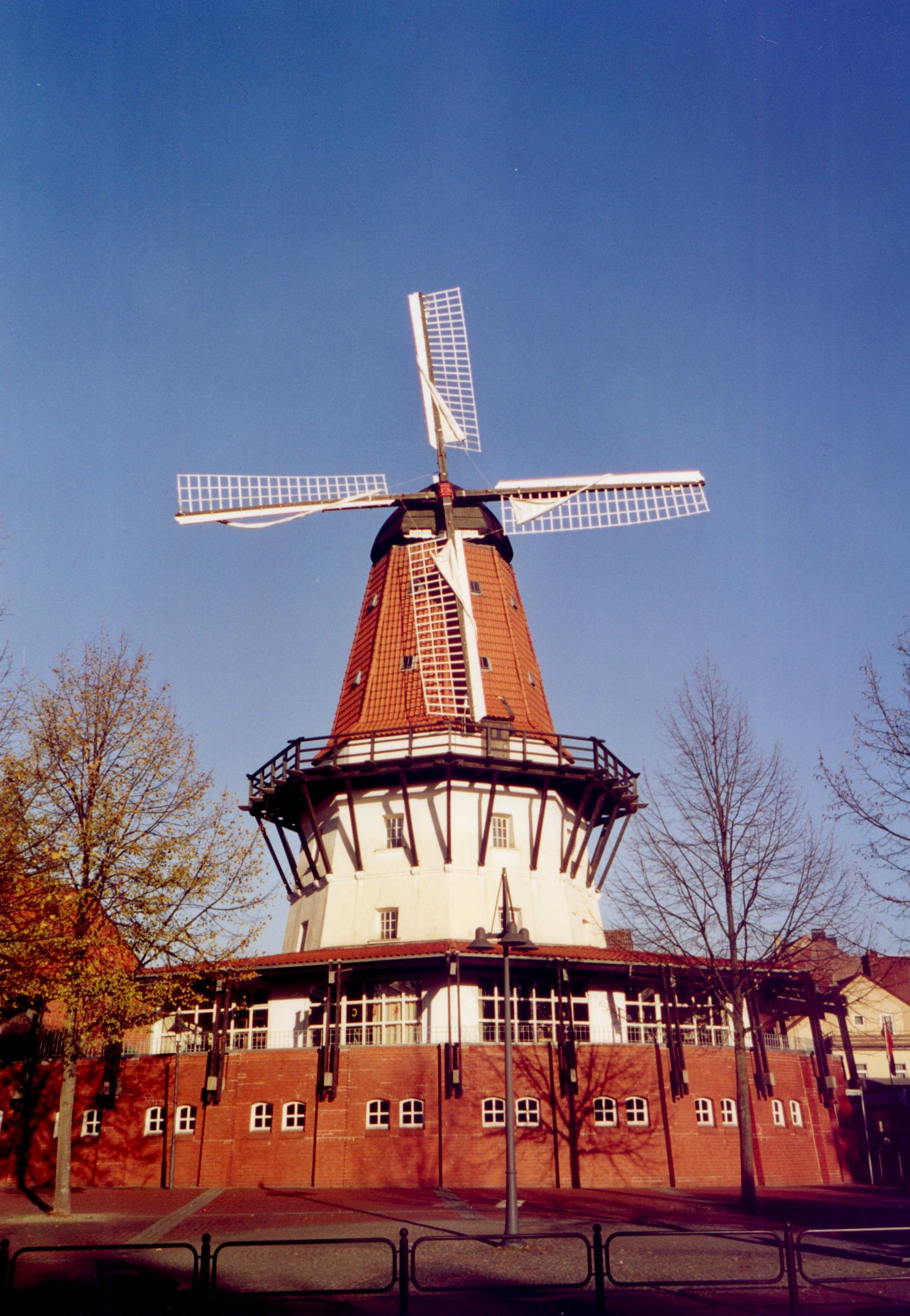
Мельница XIV века